# Аренцано
Аренца̀но (на италиански: Arenzano; на лигурски: Arcoa, Аренсен) е пристанищен град и община в Северна Италия, провинция Генуа, регион Лигурия. Разположен е на брега на Лигурско море, на лигурското Западно крайбрежие. Населението на общината е 11 556 души (към 2011 г.).